# Lacey Chabert
Lacey Nicole Chabert, bolje poznana kot Lacey Chabert, ameriška televizijska, gledališka in filmska igralka, * 30. september 1982, Purvis, Mississippi, Združene države Amerike.

## Biografija

### Zgodnje in osebno življenje
Lacey Nicole Chabert se je rodila 30. septembra 1982 v Purvisu, Mississippi, Združene države Amerike kot hči Julie in Tonyja Chaberta. Ima mlajšega brata, T.J.-ja in dve starejši sestri, Wendy in Chrissy; ena od njiju vodi uspešno restavracijo v Purvisu, njihovem rojstem mestu. Trenutno družina živi v Južni Kaliforniji, kamor so se vsi Chabertovi preselili leta 1994.

### Kariera
Lacey Chabert je svojo igralsko kariero začela leta 1991 v filmu A Little Piece of Heaven, istega leta je igrala v televizijski seriji Star Search, leta 1992 pa se pojavi v muzikalu Les Misérables s stansko vlogo.
Leta 1993 se pojavi v serijah Vsi moji otroci in Gypsy, leta 1994 v seriji Party of Five, leta 1996 pa v seriji Hey Arnold!.
Leta 1997 jo lahko vidimo v seriji When Secrets Kill in filmih Rdeča kapica, Babes in Toyland, Anastasia in Journey Beneath the Sea, leta 1998 v filmih The Lion King II: Simba's Pride in Lost In Space ter seriji The Wild Thornberrys, leta 1999 pa v serijah Rayman: The Animated Series in Family Guy ter filmih An American Tail: The Mystery of the Night Monster ter We Wish You a Merry Christmas.
Leta 2000 zaigra v filmu An American Tail: The Treasure of Manhattan Island, leto pozneje, torej leta 2001 v filmih Pa ne še en film za mulce in Tart, leta 2002 pa v filmih Hometown Legend, Balto II: Wolf Quest, The Scoundrel's Wife in The Wild Thornberrys Movie ter seriji Punk'd.
Leta 2003 dobi vloge v filmih Očkov vrtec in Rugrats Go Wild ter seriji The Drew Carey Show, leta 2004 v seriji The Brooke Ellison Story ter v filmih Zlobna dekleta in Shadow of Fear, leta 2005 pa v filmih The Pleasure Drivers, Nice Guys in Dirty Deeds ter seriji American Dragon: Jake Long.
Leta 2006 jo lahko opazimo v filmih Fatwa, Be My Baby, Choose Your Own Adventure: The Abominable Snowman, Black Christmas in Hello Sister, Goodbye Life, videoigrici Sonic the Hedgehog, ter v serijah Bratz, Hello Sister, Goodbye Life in Chaotic, leta 2007 v serijah What If God Were the Sun? in Šepetalka Duhov ter filmih A New Wave ter Being Michael Madsen, leta 2008 pa v filmih Thirst, Sherman's Way in Reach for Me ter v seriji Spiderman.
Letos smo jo lahko opazili v filmih Vse moje bivše, The Lost in In My Sleep.

## Filmografija
| Leto       | Film                                               | Vloga                                                          | Opombe in nagrade |
| ---------- | -------------------------------------------------- | -------------------------------------------------------------- | ----------------- |
| 1991       | A Little Piece of Heaven                           | Princesa ali 'Hazal'                                           |                   |
| 1997       | Rdeča kapica                                       | Rdeča kapica (glas)                                            |                   |
| 1997       | Babes in Toyland                                   | Jill (glas)                                                    |                   |
| 1997       | Journey Beneath the Sea                            | Merla (glas)                                                   |                   |
| 1997       | Anastasia                                          | Mlada Anastasia (pevski glas)                                  |                   |
| 1998       | The Lion King II: Simba's Pride                    | Mlada Vitani (glas)                                            |                   |
| 1998       | Lost in Space                                      | Penny Robinson                                                 |                   |
| 1999       | An American Tail: The Mystery of the Night Monster | Tanya Mousekewitz (glas)                                       |                   |
| 1999       | We Wish You a Merry Christmas                      | Cindy (glas)                                                   |                   |
| 2000       | An American Tail: The Treasure of Manhattan Island | Tanya Mousekewitz (glas)                                       |                   |
| 2001       | Pa ne še en film za mulce                          | Amanda Becker                                                  |                   |
| 2001       | Tart                                               | Eloise Logan                                                   |                   |
| 2002       | Hometown Legend                                    | Rachel Sawyer                                                  |                   |
| 2002       | Balto II: Wolf Quest                               | Aleu (voice)                                                   |                   |
| 2002       | The Scoundrel's Wife                               | Florida Picou                                                  |                   |
| 2002       | The Wild Thornberrys Movie                         | Eliza Thornberry                                               |                   |
| 2003       | Rugrats Go Wild                                    | Eliza Thornberry                                               |                   |
| 2003       | Očkov vrtec                                        | Jenny                                                          |                   |
| 2004       | Zlobna dekleta                                     | Gretchen Weiners                                               |                   |
| 2004       | Shadow of Fear                                     | Allison Henderson                                              |                   |
| 2005       | The Pleasure Drivers                               | Faruza                                                         |                   |
| 2005       | Nice Guys                                          | Cindy                                                          |                   |
| 2005       | Dirty Deeds                                        | Meg                                                            |                   |
| 2006       | Be My Baby                                         | Tiffany                                                        |                   |
| 2006       | Fatwa                                              | Noa Goldman                                                    |                   |
| 2006       | Choose Your Own Adventure: The Abominable Snowman  | Crista North (glas)                                            |                   |
| 2006       | Black Christmas                                    | Dana Mathis                                                    |                   |
| 2006       | Hello Sister, Goodbye Life                         | Olivia Martin                                                  |                   |
| 2007       | A New Wave                                         | Julie                                                          |                   |
| 2007       | Being Michael Madsen                               | Vanessa Rapaport                                               |                   |
| 2008       | Thirst                                             | Noelle                                                         |                   |
| 2008       | Sherman's Way                                      | Marcy                                                          |                   |
| 2008       | Reach for Me                                       | Sarah                                                          |                   |
| 2009       | The Lost                                           | Jane                                                           |                   |
| 2009       | Vse moje bivše                                     | Sandra                                                         |                   |
| 2009       | In My Sleep                                        | Becky                                                          |                   |
| Televizija |                                                    |                                                                |                   |
| Leto       | Naslov                                             | Vloga                                                          | Opombe            |
| 1991       | Star Search z Edom McMahonom                       | Mlajša finalistka                                              |                   |
| 1993       | Vsi moji otroci                                    | Bianca Montgomery #3; 2 epizodi                                |                   |
| 1993       | Gypsy                                              | Baby June (televizijski film)                                  |                   |
| 1994       | Party of Five                                      | Claudia Salinger (1994–2000)                                   |                   |
| 1996       | Hey Arnold!                                        | Ruth P. McDougal (1996–1997) (2 epizodi) (televizijska serija) |                   |
| 1997       | When Secrets Kill                                  | Jennie Newhall (televizijski film)                             |                   |
| 1998       | The Wild Thornberrys                               | Eliza Thornberry (1998–2004) (glas) (televizijska serija)      |                   |
| 1999       | Family Guy                                         | Meg Griffin (Sezona 1) (glas)                                  |                   |
| 1999       | Rayman: The Animated Series                        | Betina (glas) (epizoda 3)                                      |                   |
| 2002       | Punk'd                                             | Ona                                                            |                   |
| 2003       | The Drew Carey Show                                | Grace                                                          |                   |
| 2004       | The Brooke Ellison Story                           | Brooke Ellison (TV Movie)                                      |                   |
| 2005       | American Dragon: Jake Long                         | Jasmine (glas) (epizoda 2)                                     |                   |
| 2006       | Bratz                                              | Kaycee (2006-danes) (glas)                                     |                   |
| 2006       | 'Hello Sister, Goodbye Life                        | Olivia Martin (televizijski film)                              |                   |
| 2006       | Chaotic                                            | Krystella (glas) (2006-danes)                                  |                   |
| 2007       | Šepetalka duhov                                    | Donna Ellis (epizoda; Love Still Won't Die)                    |                   |
| 2007       | What If God Were the Sun?                          | Jamie Spagnoletti (televizijski film)                          |                   |
| 2008       | Spiderman                                          | Gwen Stacy (televizijska serija) (glas)                        |                   |

### Ostala dela
- Les Misérables .... mlada Cosette (1992–1994)
- Sonic the Hedgehog (2006) videoigra (glas) .... Princesa Elise